# 竞选经理

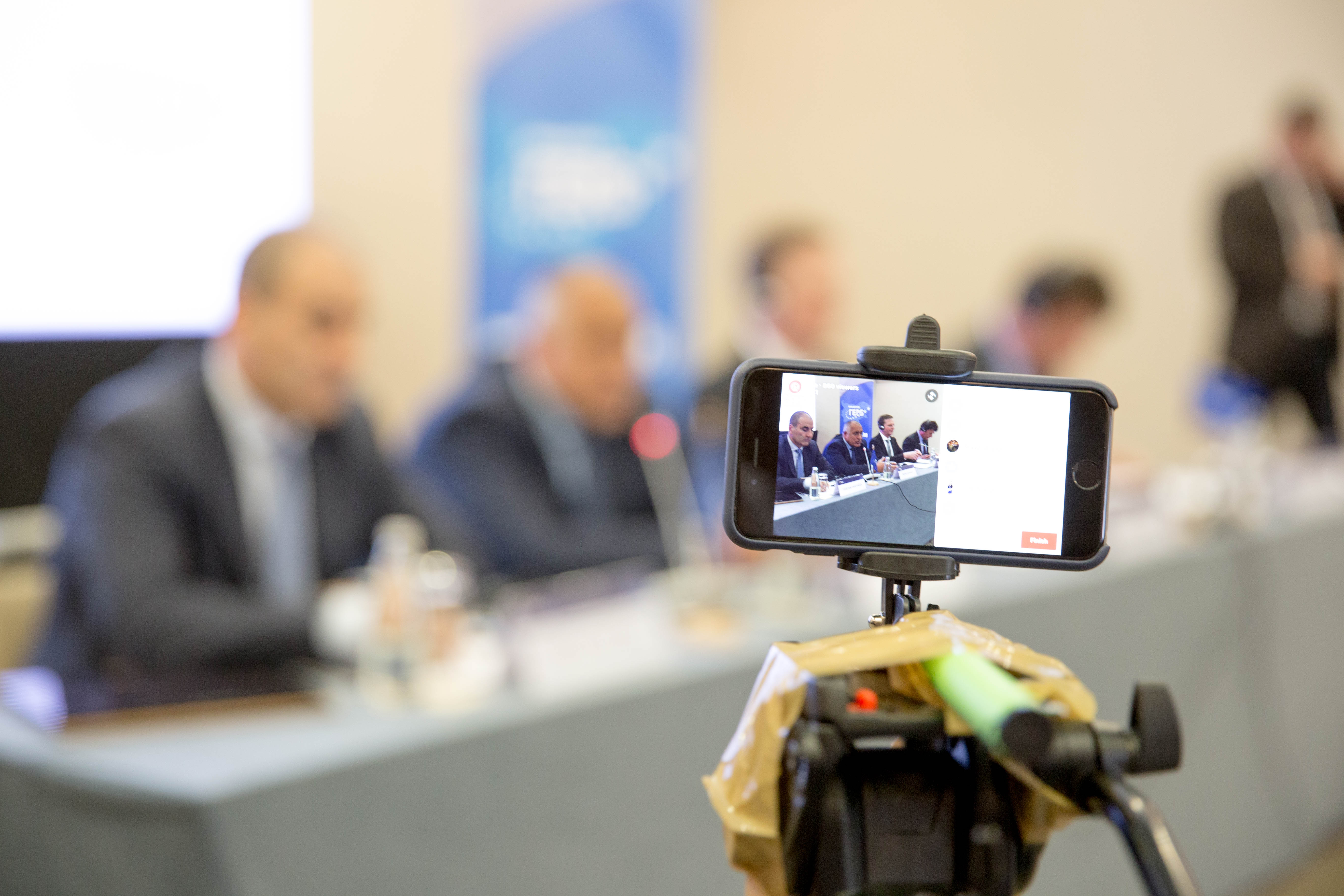
竞选经理会议

竞选经理（英語：campaign manager），又称竞选主席（英語：campaign chairman）、竞选总监（英語：campaign director），是负责组织和领导竞选活动的人士。作为竞选团队的负责人，竞选经理负责动员一切必要手段支持候选人或其立场，以获得最佳结果。